# Thou Art Lord
Thou Art Lord – grecki zespół blackmetalowy. Utworzony w Atenach, w roku 1993. Członkami zespołu są muzycy z takich grup, jak Rotting Christ, Necromantia oraz ludzie z aktualnego i dawnego składu Septicflesh. 
Pierwszym wydawnictwem Thou Art Lord był split wydany wraz z belgijską grupą blackmetalową Ancient Rites. Dzięki temu nagraniu zespół podpisał kontrakt z wytwórnią Unisound. Wkrótce potem wydali pierwszy album długogrający zatytułowany Eosforos, w roku 1994. Wraz z kolejną płytą, która nosi tytuł Apollyon, wydaną dwa lata później, Thou Art Lord opuszcza Unisound i przechodzi w stan nieaktywności na sześć lat. Stało się tak, ponieważ członkowie zespołu byli bardziej zajęci swoimi głównymi projektami. Dzięki temu jednak ich muzyka jest ciekawa, melodyjna i urozmaicona o pomysły każdego z muzyków.
W roku 2002, powrócili i natychmiast nagrali DV8, zaś w 2005 album pt. Orgia Daemonicum.

## Muzycy
| Obecny skład zespołu - George "The Magus" Zacharopoulos – gitara basowa, instrumenty klawiszowe, wokal (od 1993) - Sakis "Necromayhem" Tolis – gitara, wokal (od 1993) - John "Gothmog" Hiotellis – wokal (1993-1995, od 2012) - J. Maelstrom – perkusja (od 2012) - Vasilis "El" Zobolas – gitara, instrumenty klawiszowe (od 2012) |  | Byli członkowie zespołu - Akis "Lethe" Kapranos – perkusja (2002) - Spiros Antoniou – wokal (2002) |

## Dyskografia
| Albumy studyjne - Eosforos (1994, Uniforce Records) - Apollyon (1996, Uniforce Records) - DV8 (2002, Black Lotus Records) - Orgia Daemonicum (2005, Black Lotus Records) - The Regal Pulse of Lucifer (2013, Nuclear War Now! Productions) Kompilacje - Diabolou Archaes Legeones (2002, Uniforce Records) - Eosforos / Apollyon (2014, Dying Music) |  | Minialbumy - Diabolou Archaes Legeones (1993, Molon Lave Records) Splity - Thou Art Lord / Ancient Rites (1993, Molon Lave Records, split z Ancient Rites) - Ravencult / Thou Art Lord (2015, Hell's Fire Records, split z Ravencult) Box sety - Eosforos / Apollyon (2013, Floga Records)\| Dema - The Cult of the Horned One (1993, wydanie własne) |